# Bradisismo flegreo
Il bradisismo flegreo è un fenomeno vulcanico caratteristico dell'area dei Campi Flegrei.
Nei Campi Flegrei, il fenomeno del bradisismo – legato al vulcanismo secondario – è presente soprattutto nel golfo di Pozzuoli, dove interessa la zona che va da Capo Miseno e Baia fino a Posillipo. Qui i movimenti bradisismici possono ripetersi in maniera ciclica su un periodo di secoli.
Grazie soprattutto alle opere di Antonio Niccolini, rielaborate poi da Antonio Parascandola, per il golfo di Pozzuoli è stato possibile ricostruire la curva del bradisismo fin dal II secolo a.C.

## Fasi
L'evoluzione della storia del bradisismo flegreo si può dividere in fasi cicliche: discendente, ascendente e poi ancora discendente. Il movimento è stato: 
- discendente dal II secolo a.C. (età repubblicana) fino al IX secolo (pieno medioevo);[3]
- ascendente dal X fino al XVI secolo;
- discendente dal XVII secolo fino al 1970;
- ascendente fino al 1985, anno in cui il suolo ha ripreso ad abbassarsi, sebbene con brevi periodi di sollevamenti di minore entità avvenuti rispettivamente nel 1989, nel 1994 e nel 2000.[4]

Intorno al 2005 la tendenza si è invertita, e da allora ad oggi è in corso una nuova fase di sollevamento. L'attuale fase di bradisismo ascendente è accompagnata da una serie di terremoti di bassa e media energia con epicentri concentrati principalmente nella zona della Solfatara. Tali terremoti sono causati da microfratture che si generano in una roccia già fratturata ed alterata dai gas acidi e caldi presenti nel sottosuolo.
Talora vi sono momenti di parossismo in cui il fenomeno si intensifica ed accelera. Quello più macroscopico in assoluto è avvenuto il 28 settembre 1538 sulla costa di Pozzuoli, nell'imminenza dell'eruzione del Monte Nuovo: intorno alle ore 12.00 infatti il mare si ritirò improvvisamente di circa 370 m, lasciando sulla riva moltissimi pesci agonizzanti; è stato calcolato che questo ritiro repentino corrispondesse ad un moto bradisismico ascendente di almeno 7,40 m.

## Misurazione
Strumenti utilizzati per la sua rilevazione sono stati, per il passato, le colonne del cosiddetto "tempio di Serapide" (in realtà macellum) di Pozzuoli, che fino al 1983 si trovavano parzialmente sommerse dal mare ed oggi si ritrovano al di sopra del livello del mare. Le tre colonne marmoree più alte mostrano fori di litodomi fino ad un'altezza di 6,30 m dal piano pavimentale dell'edificio, livello che attesta la massima sommersione bradisismica subita dai Campi Flegrei in epoca medievale. Il tempio di Serapide si trova proprio di fronte alla marina del porto di Pozzuoli. L'acqua attualmente presente nel tempio di Serapide è dovuta ad una sorgente termale sottostante (detta del Cantarello) e alle precipitazioni meteoriche.
Oggi misurazioni estremamente precise vengono rilevate dai satelliti rispetto a punti fissi dislocati nelle varie zone interessate in tutto il golfo di Pozzuoli; ben visibili sono a Pozzuoli i punti fissi (in forma di piramidi metalliche riverse) dislocati all'interno del vulcano Solfatara, vulcano coinvolto nel bradisismo flegreo. Le più recenti rilevazioni fatte col GPS dall'INGV hanno evidenziato una tendenza al sollevamento che ha avuto un'accelerazione da giugno ad agosto 2012 e dall'inizio di dicembre 2012 con un sollevamento complessivo dal gennaio 2012 è di circa 9,5 cm.

## Il bradisismo flegreo nella storia della geologia

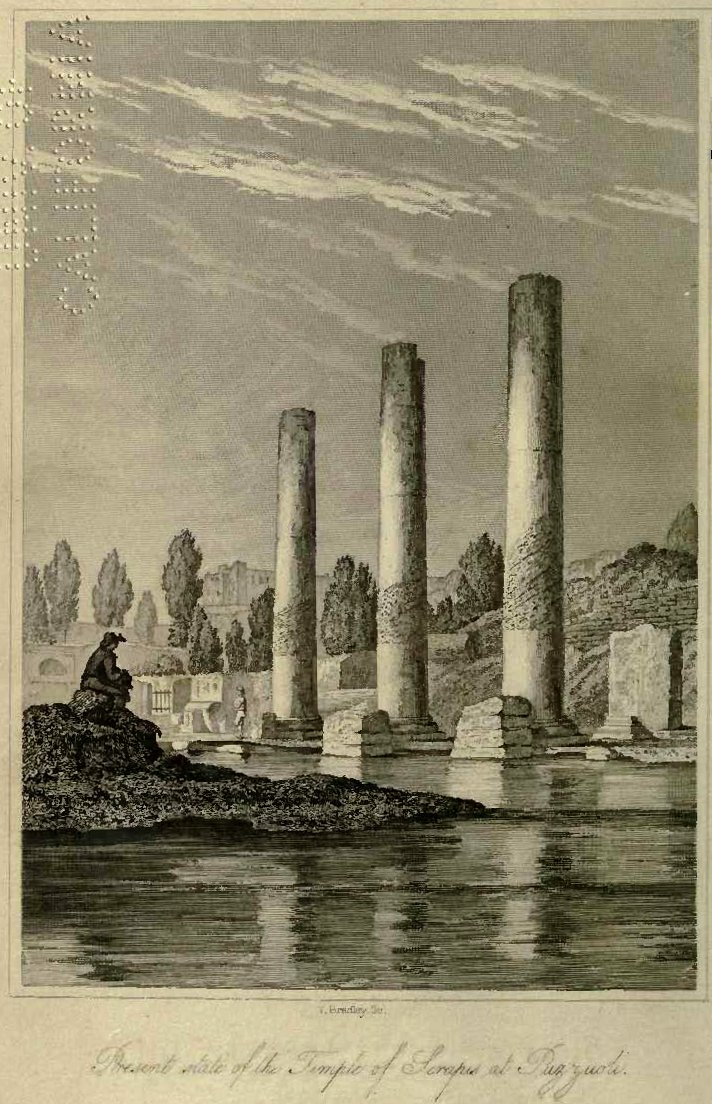
"Lo stato attuale del tempio di Serapide di Pozzuoli" (1832), frontespizio dell'opera di Lyell

Charles Lyell, il naturalista inglese riconosciuto come uno dei padri fondatori della moderna geologia, visitò durante il suo primo viaggio in Italia l'area flegrea, rimanendo colpito dalle evidenze delle variazioni del livello del mare riscontrabili studiando le colonne del tempio di Pozzuoli. Giudicò questo caso un esempio eclatante di come i fenomeni geologici potessero essere studiati secondo lo spirito della teoria dell'uniformitarismo da poco formulata da James Hutton, tanto da utilizzare un'immagine delle colonne del tempio come figura del frontespizio del suo libro Principi di geologia (Principles of Geology) pubblicato nel 1832 e che viene considerato il primo libro moderno di geologia.

## Il bradisismo flegreo nella seconda metà del XX secolo

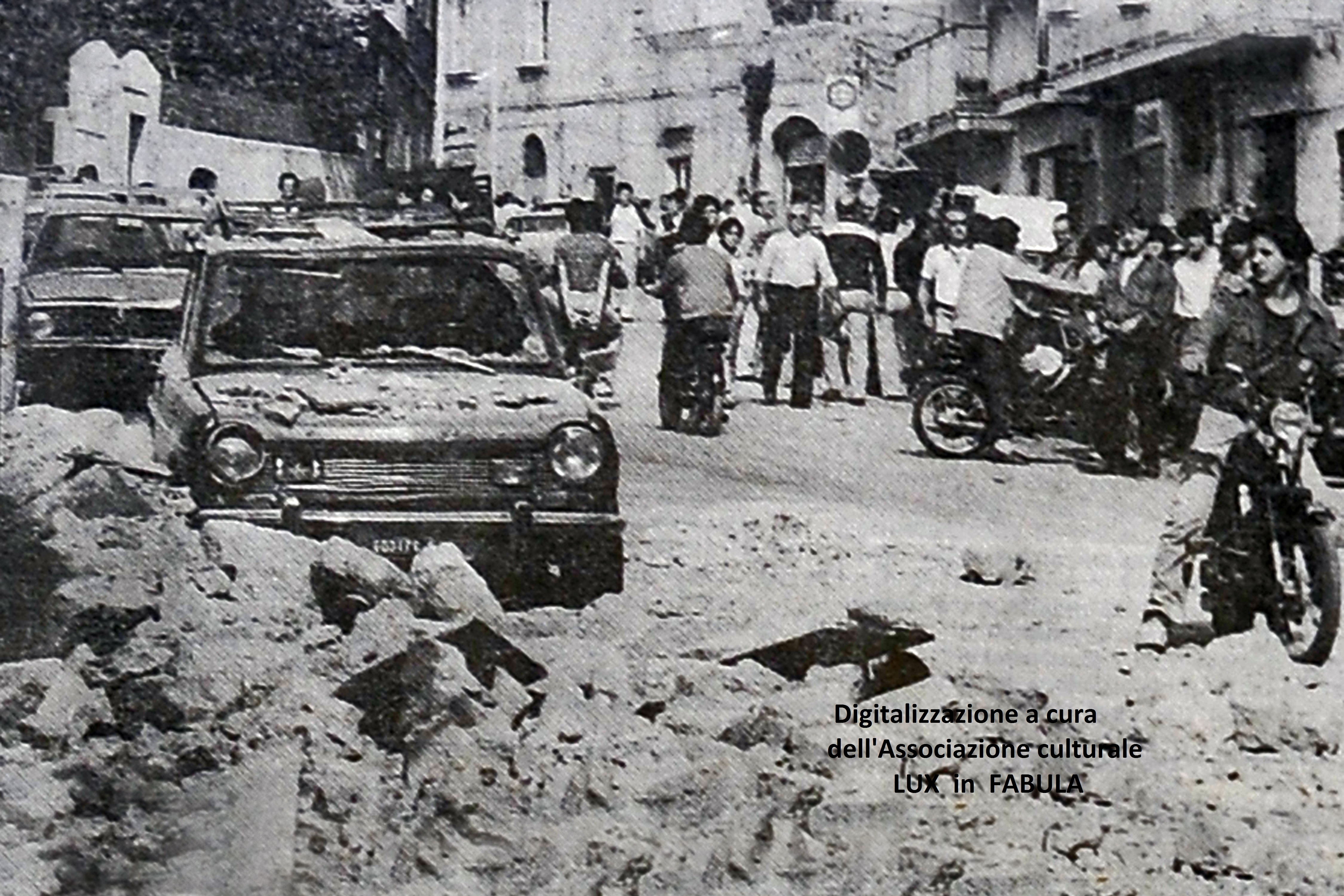
Sgombero del Rione Terra, 1970

Nella seconda metà del secolo XX si sono verificate due importanti episodi di bradisismo nell'area:

### 1970-1972
Negli anni 1970-1972, il fenomeno si è invertito da bradisismo negativo in positivo portando durante gli anni della crisi ad un sollevamento complessivo di 150-170 cm. Nel porto di Pozzuoli, dove era più evidente l'innalzamento, l'innalzamento fu di 90 cm complessivi. La costa era salita di 20 cm. I litorali di Ischia, inoltre, presentavano un abbassamento di circa 15 cm.
L'innalzamento del suolo fece ampliare spiagge, sollevare i moli e le banchine, e rese inutile il collegamento fra il tempio di Serapide e il mare. Cominciò anche a registrarsi un'intensa attività del vulcano Solfatara: i gas sulfurei che premono contro lo strato piroclastico alimentavano e rendevano più estese ed intense le fuoriuscite dei fumi; la bocca principale si era allargata al punto tale da obbligare a disporvi intorno dei reticolati per evitare che qualche turista vi scivolasse dentro.
Nel Rione Terra aumentarono i dissesti: furono emesse diverse ordinanze di sgombero da parte del Comune. Il 28 febbraio del 1970 presso il Ministero dell'interno fu approvato un piano di emergenza che prevedeva due strade: Piano A, l'evacuazione della popolazione della zona bassa di Pozzuoli (intorno ai seimila abitanti), che avrebbe poi raggiunto Caserta grazie a treni militari e treni speciali; Piano B, l'evacuazione dell'intera popolazione di Pozzuoli (stimata intorno ai 65 000 abitanti) che in sei ore avrebbe raggiunto Caserta.
Il giorno 3 marzo 1970 fu ordinato lo sgombero totale del Rione Terra, adottando il piano A. Solo un migliaio dei seimila abitanti, però, accettarono di andar via. Si decise di trasportare la gente del Rione Terra in parte negli alloggi nella zona balneare di Miliscola e Licola, in parte a Qualiano e in parte nell'edificio destinato a nuovo ospedale psichiatrico situato sulle pendici occidentali dei Camaldoli, una delle colline a nord di Napoli. Emerse così l'esigenza di individuare altre zone non interessate al fenomeno per costruire nuovi insediamenti. Come area di nuovo insediamento fu indicato il comprensorio di Toiano ritenuto, per la sua ubicazione vicina al vecchio centro e per le garanzie di sicurezza che offriva, particolarmente adatto ad accogliere gli abitanti delle zone più vecchie della città.
Per l'operazione di restauro del Rione Terra fu bandito un concorso nazionale nel 1975, vinto dal progetto firmato da un gruppo di professionisti napoletani. In quegli anni cominciarono ad essere restaurati però solo il tempio di Augusto e il Duomo di Pozzuoli. Costruito sui resti di un tempio di età sannitica, fu dedicato dai cristiani al martire puteolano Procolo.

### 1983-1984
Nel periodo 1983-1984 il bradisismo montava ad un ritmo di 3 mm al giorno portando ad un sollevamento complessivo misurato in 180 cm, il tutto accompagnato da numerose scosse telluriche (registrate fino a 500 al giorno, per un totale di più di 10.000 sismi) di diverse intensità. Gli epicentri di queste scosse erano situati nell'entroterra a nord del centro di Pozzuoli e Quarto.
L'area interessata al sollevamento era approssimativamente circolare con un raggio di circa cinque o sei chilometri. La distribuzione dei microterremoti era di tipo a sciami ed una evoluzione della loro profondità fu osservata in relazione all'andamento temporale del sollevamento. Di conseguenza si può dedurre che il sollevamento dei Campi flegrei fu determinato da un'intrusione magmatica. Il 24 agosto 1983 scattò il piano di emergenza che prevedeva un potenziamento della rete di sorveglianza, una verifica delle condizioni di sicurezza degli stabili più esposti ai pericoli, un'istituzione di un centro operativo permanente e di strutture mobili di pronto intervento.
Il 5 settembre dello stesso anno Pozzuoli fu colpita da un terremoto di magnitudo 3,8. La scossa più forte non fu avvertita soltanto a Pozzuoli, ma anche in tutti i centri dell'arco costiero flegreo, nelle zone dell'entroterra, fino a Quarto e a Pianura, a Posillipo, via Manzoni fino al Vomero. Molti pazienti dell'ospedale civile, situato sul costone occidentale esterno della Solfatara, furono trasportati all'esterno, in condizioni penose di emergenza. Fu disposto in serata il trasferimento delle detenute del carcere femminile di Pozzuoli verso quello di Poggioreale.
Nel corso della giornata il fenomeno registrò non meno di cinquanta altre scosse. 
Per sistemare la gente furono organizzate due tendopoli a Licola e nella zona più centrale del cimitero. Furono anche sistemate nel campeggio di Licola cinquanta roulottes, diventate poi centocinquanta. Il giorno seguente un'ulteriore scossa colpì anche Baia e Bacoli. Si trattava di una scossa superiore al terzo grado, con epicentro in mare, spostato verso il golfo. Non meno di tremila nuclei familiari già lasciarono con mezzi privati la città, per diverse destinazioni.
La scossa fece rivolgere l'attenzione verso l'aspetto scientifico del fenomeno. Era risaputo che tutta la zona flegrea era un'area vulcanica e che aveva portato alla formazione del Monte Nuovo. Negli ultimi mesi quest'area era stata colpita da vari fenomeni quali la deformazione del suolo, un'attività sismica vera e propria e una variazione della composizione chimica delle fumarole. La responsabilità di questi fenomeni potrebbe essere attribuita alla presenza di una sacca magmatica relativamente superficiale ed al suo mescolarsi con le acque a 1200-1400 m di profondità. L'intrusione magmatica generava una vaporizzazione nell'acquifero; il vapore così prodotto poteva accumularsi localmente dando luogo ad esplosioni di energia relativamente limitata.
Furono elaborate da esperti tre teorie riguardo all'evoluzione di tale fenomeno.
- Una prima teoria prevedeva l'esaurimento della spinta di magma in un tempo più o meno rapido. Dopo una prosecuzione dei fenomeni si sarebbe potuto assistere ad una loro inversione e alla stabilizzazione del suolo su livelli superiori di quelli di giugno 1982.
- Per la seconda teoria la spinta del magma sarebbe continuata fino ad originare una eruzione vulcanica. Questa eruzione però sarebbe dovuta essere prevedibile con un aumento della sismicità, un cambiamento chimico delle fumarole o un sollevamento verticale.
- Una terza teoria prevedeva invece un'interruzione del fenomeno ad uno stadio intermedio tra le due situazioni estreme, determinando così le condizioni adatte al verificarsi di un'eruzione di tipo freatico probabilmente nell'area della Solfatara. Questo fenomeno era imprevedibile ed era ciò che rappresentava il pericolo più concreto nell'area flegrea di quel periodo.

Verso la fine di settembre la velocità di bradisismo raggiunse due millimetri e mezzo al giorno. Si faceva sempre più probabile l'ipotesi di una eruzione, che sarebbe potuta avvenire nella parte centrale del golfo di Pozzuoli.
Erano previsti due punti in una nuova manovra antibradisismo, strettamente legati tra loro. Gli sgomberi sarebbero stati intensificati. Si era calcolato che 1 500 abitanti erano rimasti nella zona a più alto rischio sismico. Per l'allontanamento della popolazione si ricorse a mezzi militari. Contemporaneamente scattò il piano parallelo per il reperimento di un maggior numero di posti letto. Vennero poi avviate le procedure per il reinserimento della popolazione in un megaquartiere che sarebbe sorto a Monterusciello, in una zona a basso rischio sismico..
Il terremoto di maggiore intensità si verificò il 4 ottobre 1983, alle ore 8,00, con magnitudo 4,0.